# Vaidotas Antanaitis
Vaidotas Antanaitis (russisch Вайдотас Антанайтис; * 27. August 1928 auf dem Hof Anitava, Gemeinde Vadokliai, Rajongemeinde Panevėžys; † 14. Juli 2018) war ein litauischer Forstwissenschaftler, Politiker (Forstwirtschaftsminister) und Botschafter seines Landes. Er war auch Professor und Ehrendoktor der Aleksandras-Stulginskis-Universität.

## Leben
Von 1935 bis 1940 besuchte Antanaitis die Erste Grundschule Panevėžys und von 1945 bis 1947 die Neunte Mittelschule Kaunas. Nach dem Abitur studierte er von 1947 bis 1949 an der Universität Vilnius und absolvierte 1952 ein Studium an der Akademie für Forstwirtschaft in Leningrad. Von 1954 bis 1957 setzte Antanaitis seine Ausbildung mit einer Aspirantur an der Hochschule für Forsttechnik in Moskau und von 1966 bis 1969 mit einer Aspirantur an der Landwirtschaftsakademie Litauens fort und erlangte den Doktorgrad.
Von 1952 bis 1954 war Antanaitis Ingenieur im Betrieb „Waldprojekt Moskau“, und von 1957 bis 1960 Oberingenieur im Lietuvos miško projektas („Waldprojekt Litauens“). Von 1959 bis 1989 und von 1993 bis 1994 unterrichtete er an der Litauischen Landwirtschaftsakademie und war von 1974 bis 1989 Lehrstuhlinhaber sowie ab 1972 Professor. Er forschte auf dem Feld der Ertragskunde. Danach wurde er Ehrendoktor an der Litauischen Landwirtschaftsakademie.
Von 1988 bis 1990 war Antanaitis Mitglied des Rates von „Sąjūdis“, 1989 bis 1990 Abgeordneter des Obersten Sowjets der Sowjetunion, 1990 bis 1992 Forstwirtschaftsminister Litauens und 1992 bis 1993 litauischer Botschafter in Deutschland. Von 1996 bis 1998 leitete Antanaitis als Präsident den Litauischen Forstverband, 1997/1998 die  konservative nationalistische politische Partei Lietuvių tautininkų sąjunga („Bund der litauischen Nationalisten“) und ab 1997 Lietuvos pilietinės santalka. 
Vaidotas Antanaitis war verheiratet. Mit seiner Frau Rymantė hatte er einen Sohn (1956–1994).

## Publikationen
- Günter Wenk, Vaidotas  Antanaitis, Štefan Šmelko: Waldertragslehre. Deutscher Landwirtschaftsverlag, Berlin 1990, ISBN 3-331-00299-2.

## Einzelnachweis
1. ↑  Ушёл из жизни политик Вайдотас Антанайтис. (Der Politiker Vaidotas Antanaitis verstorben). In: RU.DELFI. 14. Juli 2018, abgerufen am 17. Juli 2018.

| Personendaten    | Personendaten                                                                             |
| ---------------- | ----------------------------------------------------------------------------------------- |
| NAME             | Antanaitis, Vaidotas                                                                      |
| ALTERNATIVNAMEN  | Антанайтис, Вайдотас (russisch)                                                           |
| KURZBESCHREIBUNG | litauischer Politiker, Mitglied des Seimas, Mitglied des Obersten Sowjets der Sowjetunion |
| GEBURTSDATUM     | 27. August 1928                                                                           |
| GEBURTSORT       | Hof Anitava, Gemeinde Vadokliai, Rajongemeinde Panevėžys                                  |
| STERBEDATUM      | 14. Juli 2018                                                                             |